# Xã Shieldsville, Quận Rice, Minnesota
Xã Shieldsville (tiếng Anh: Shieldsville Township) là một xã thuộc quận Rice, tiểu bang Minnesota, Hoa Kỳ. Năm 2010, dân số của xã này là 1.137 người.